# New England (band)
New England was een Amerikaanse rockband, die bestond gedurende de jaren 1978 tot 1982. Daarna waren er een aantal reünies, maar actief werd de muziekgroep niet meer. New England werd ontdekt door Bill Aucoin, de manager van Kiss. Ze noemden zich de andere band uit Boston.

## Geschiedenis
De leden van de band John Fannon, Jimmy Waldom Gary Shea en Hirsch Gardner komen uit de omgeving van Boston. Ze hebben slechts één doel voor ogen: een concert geven voor meer dan 20.000 mensen, bijvoorbeeld in Madison Square Garden. Na twee jaar ploeteren is de opzet klaar, maar moeten de plannen een definitievere vorm krijgen. Kiss-manager Aucion ziet wel wat in de band en brengt deze onder bij MCA Records. New England gaat de studio in om het eerste album op te nemen onder leiding van Paul Stanley en Mike Stone. In juni 1979 volgt de eerste single, die een succes wordt in de Verenigde Staten. De single Don't ever wanna to lose ya komt in de Top 40 van Billboard; in Nederland haalt het geen hitlijst. Ook de opvolger Hello Hello Hello haalt de Nederlandse lijsten niet. In Amerika mogen ze als voorprogramma mee in de Dynasty-tournee van Kiss.
Er komt in 1980 een tweede album, Explorer Suite. Platenlabel is dan Elektra en John Fannon is de producer. Ze gaan dan op tournee met AC/DC, Styx, Rush, Saga en Journey. Ze vallen op bij Todd Rundgren, die hun derde album Walking Wild produceerde; succes blijft echter uit.
Daarna wordt het stil rond de band. Waldo en Shea vertrekken naar Alcatrazz. Gardner neemt een soloalbum op. In 2002 en 2006 volgen nog twee reünies, albums geven ze niet meer uit, behalve het retro-livealbum.
New England maakte pompeuze symfonische rock met een beetje glamrock erbij.

## Musici
- John Fannon: gitaar, zang
- Jimmy Waldo: keyboards, zang
- Hirsh Gardner: slagwerk, zang
- Gary Shea: basgitaar

## Discografie

### Albums
| Album met eventuele hitnotering(en) in de Nederlandse Album Top 100 | Datum van verschijnen | Datum van binnenkomst | Hoogste positie | Aantal weken | Opmerkingen                                        |
| ------------------------------------------------------------------- | --------------------- | --------------------- | --------------- | ------------ | -------------------------------------------------- |
| New England                                                         | 1978                  | -                     |                 |              |                                                    |
| Explorer suite                                                      | 1980                  | -                     |                 |              |                                                    |
| Walking wild                                                        | 1981                  | -                     |                 |              |                                                    |
| 1978                                                                | 1998                  | -                     |                 |              | Bevat oorspronkelijke opnamen van het eerste album |
| Greatest hits Live                                                  | 09-11-2004            | -                     |                 |              | Livealbum                                          |
| Wasteland for broken hearts                                         | 13-05-2003            | -                     |                 |              | Soloalbum Hirsch Gardner                           |

### Singles
| Single met eventuele hitnotering(en) in de Nederlandse Top 40 | Datum van verschijnen | Datum van binnenkomst | Hoogste positie | Aantal weken | Opmerkingen |
| ------------------------------------------------------------- | --------------------- | --------------------- | --------------- | ------------ | ----------- |
| Don't ever wanna lose ya                                      | 1979                  | -                     |                 |              |             |
| Holdin' out                                                   | 1981                  | -                     |                 |              |             |
| Get it up                                                     | 1981                  | 08-08-1981            | tip15           | -            |             |